# Pjesma prije Evanđelja
Pjesma prije Evanđelja, pjesma u crkvenoj glazbi. Na liturgiji izvodi ju se prije čitanja Evanđelja. Izraz je radosti i pozdrav prisutnom Gospodinu, koji će svome narodu 
navijestiti riječ Božju u Evanđelju. Sadržana u crkvenim pjesmaricama.:8